# 索恩河畔蒙蒂勒
索恩河畔蒙蒂勒（法語：Monthureux-sur-Saône，法語發音：[mɔ̃tyʁø syʁ son] ⓘ）是法国大東部大區孚日省的一个市镇，属于埃皮纳勒区。

## 地理
索恩河畔蒙蒂勒（48°1'48"N, 5°58'20"E）面积19.02 平方千米，位于法国大東部大區孚日省，该省份为法国东北部内陆省份，北起默兹省和默尔特-摩泽尔省，西接上马恩省，南至上索恩省和贝尔福地区省，东临上莱茵省和下莱茵省。
与索恩河畔蒙蒂勒接壤的市镇（或旧市镇、城区）包括：阿蒂尼、布勒尔维尔、克洛东、戈东库尔、马丹韦勒、勒涅韦勒、圣于连。

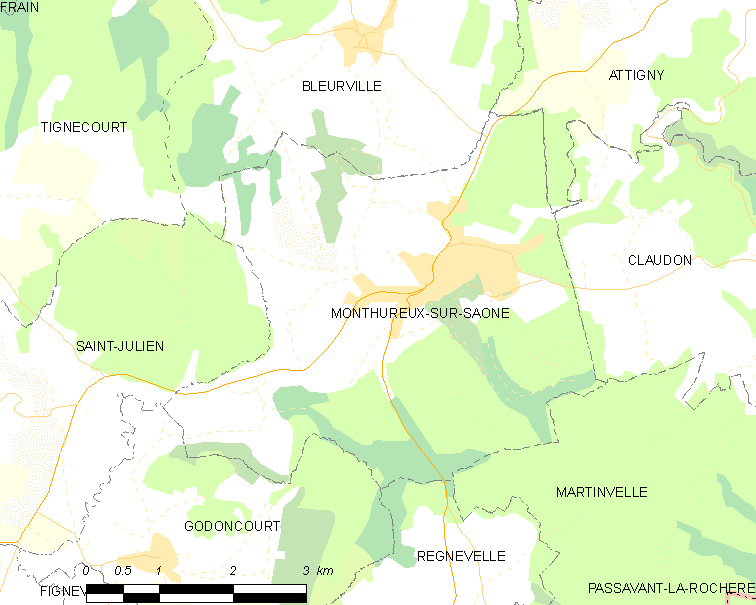
索恩河畔蒙蒂勒的OSM定位图

索恩河畔蒙蒂勒的时区为UTC+01:00、UTC+02:00（夏令时）。

## 行政
索恩河畔蒙蒂勒的邮政编码为88410，INSEE市镇编码为88310。

## 政治
索恩河畔蒙蒂勒所属的省级选区为达尔内县。

## 人口

1962-2008年间索恩河畔蒙蒂勒人口变化图示

索恩河畔蒙蒂勒于2022年1月1日时的人口数量为870人。